# Palatul Bragadiru
Palatul Bragadiru este o clădire din București construită la sfârșitul secolului XIX de către Dumitru Marinescu Bragadiru.

## Istoricul imobilului
Clădirea apare pentru prima dată reprezentată pe planul geografic realizat de Institutul Geografic al Armatei în anii 1895-1899 și 1911.
Construcția “Colosului”, așa cum era cunoscută clădirea la începuturile sale, a fost realizată după planurile concepute de arhitectul austriac Anton Shuckerl în anul 1894 pe amplasamentul particular de la intersectia Podului Kalitzei (Calitei sau Podul Calicilor, actuală Calea Rahovei) și marcajul dat de cornisa de sud-est a Dâmbovitei, prezența semnificativă pentru relieful orașului de la acea dată. 
Dumitru Marinescu Bragadiru a conceput Colosul ca un loc de recreere, respectând astfel o tradiție a fabricilor de bere de a avea și un local în vecinătate așa cum era Grădina de vară “Eliseul Luther” sau braseria, restaurantul și sala de spectacole și bal Colosseul Oppler, dispărut în totatalitate astăzi.
Un exemplu al Bucureștiului de altădată, clădirea a devenit ulterior Palatul Bragadiru, radiindu-și frumusețea și farmecul istoric. Concepția arhitecturală eclectică cu un repertoriu decorativ bogat folosit armonic la compoziția fatadei și decorarea interioarelor, reflecta intru-totul frumusețea anilor 1900.
Compusă dintr-o spectaculoasă sală de bal care poate funcționa și ca sală de teatru sau de concerte, o bibliotecă, o popicărie, numeroase camere, magazine și birouri ce funcționau la parter, clădirea era o structură impresionantă ce îmbina stilurile celor mai renumite clădiri ale timpului: Camera de Comerț, Poșta Română, Casa de Economii și Consemnațiuni (CEC-ul) și clădirea Curții Supreme de Justiție, toate construite în aceeași perioadă. 
La 11 iunie 1948 regimul comunist a naționalizat întreaga industrie românească. Fabrica de Bere a fost redenumită Fabrica de Bere Rahova după numele cartierului în care se afla. Prima grijă a regimului a fost spargerea cu lovituri de ciocan a numelui Dumitru Marinescu Bragadiru de pe frontonul fabricii de bere. Imobilul Colosseum a fost redenumit Casa de Cultură Lenin.
În anul 2003 descendenții lui Dumitru Marinescu Bragadiru au revendicat imobilul Colosseum conform Legii speciale 10/2001 și l-au redobândit conform titlului emis de Primăria Municipiului București.
Palatul are 10.000 de metri pătrați construiți și un teren aferent de 12.000 de metri pătrați și este declarat monument istoric de către Ministerul Culturii și Cultelor.

## Directori
- Gh. Dimitropulo | 1900